# County Championship 2005
Die County Championship 2005 war die 107. Saison des nationalen First-Class-Cricket-Wettbewerbes in England und Wales. Sie wurde in zwei Divisionen ausgetragen, Division 1 und Division 2. Division 1 wurde durch Nottinghamshire gewonnen, die somit ihre fünfte County Meisterschaft erreichten. Absteiger aus der Division 1 waren Surrey, Gloucestershire  und Glamorgan, die in der nachfolgenden Saison 2006 durch die drei bestplatzierten der Division 2, Lancashire, Durham und Yorkshire, ersetzt wurden.

## Format
Die 18 First Class Counties wurden nach den Resultaten der Saison 2004 in zwei Divisionen aufgeteilt. In jeder Division spielte jede Mannschaft gegen jede andere jeweils ein Heim- und ein Auswärtsspiel. Für einen Sieg erhielt ein Team zunächst 14 Punkte, für ein Unentschieden (beide Mannschaften erzielen die gleiche Anzahl an Runs) 7 Punkte. Sollte kein Ergebnis erreicht werden und das Spiel in einem Remis enden bekommen beide Mannschaften 4 Punkte. Zusätzlich besteht die Möglichkeit in den ersten 130 Over des ersten Innings Bonuspunkte zu sammeln. Dabei werden bis zu 5 Punkte für erzielte Runs und bis zu 3 Punkte für erzielte Wickets ausgegeben. Des Weiteren ist es möglich das Mannschaften Punkte abgezogen bekommen, wenn sie beispielsweise zu langsam spielen oder der Platz nicht ordnungsgemäß hergerichtet ist. Am Ende der Saison ist der Sieger der Division 1 County Champion, die beiden letztplatzierten dieser Division steigen ab und die beiden bestplatzierten der Division 2 auf.

## Resultate

### Tabelle

#### Division 1
Die Tabelle der Division 1 nahm am Ende die nachfolgende Gestalt an. Der Abzug von 8 Punkten von Surrey erfolgte auf Grund von Manipulation des Spielballs. Auch wurden Kent 8 Punkte auf Grund von einem nicht ordnungsgemäß hergerichteten Platz abgezogen. Alle anderen Punktabzüge erfolgten auf Grund zu langsamer Spielweise.
| Team            | Sp. | S | N  | R | Bat | Bwl | Ded | Punkte |
| --------------- | --- | - | -- | - | --- | --- | --- | ------ |
| Nottinghamshire | 16  | 9 | 3  | 4 | 50  | 44  | 0   | 236    |
| Hampshire       | 16  | 9 | 3  | 4 | 46  | 46  | 0.5 | 233.5  |
| Sussex          | 16  | 7 | 3  | 6 | 57  | 45  | 1   | 223    |
| Warwickshire    | 16  | 8 | 5  | 3 | 42  | 44  | 0.5 | 209.5  |
| Kent            | 16  | 6 | 3  | 7 | 56  | 43  | 8.5 | 202.5  |
| Middlesex       | 16  | 4 | 5  | 7 | 56  | 42  | 0.5 | 181.5  |
| Surrey          | 16  | 4 | 3  | 9 | 53  | 44  | 8.5 | 180.5  |
| Gloucestershire | 16  | 1 | 10 | 5 | 26  | 46  | 2   | 104    |
| Glamorgan       | 16  | 1 | 14 | 1 | 33  | 38  | 0.5 | 88.5   |

Sieg: 14 Punkte; Remis: 4 Punkte

#### Division 2
Die Tabelle der Division 2 hatte die folgende Gestalt. Alle Punktabzüge erfolgten auf Grund zu langsamer Spielweise.
| Team             | Sp. | S | N | R  | Bat | Bwl | Ded | Punkte |
| ---------------- | --- | - | - | -- | --- | --- | --- | ------ |
| Lancashire       | 16  | 7 | 3 | 6  | 43  | 47  | 0   | 212    |
| Durham           | 16  | 6 | 2 | 8  | 45  | 44  | 0   | 205    |
| Yorkshire        | 16  | 5 | 1 | 10 | 49  | 42  | 0.5 | 200.5  |
| Northamptonshire | 16  | 5 | 3 | 8  | 45  | 46  | 0   | 193    |
| Essex            | 16  | 5 | 4 | 7  | 51  | 36  | 1.5 | 183.5  |
| Worcestershire   | 16  | 5 | 7 | 4  | 53  | 46  | 5.5 | 179.5  |
| Leicestershire   | 16  | 3 | 6 | 7  | 45  | 45  | 0.5 | 159.5  |
| Somerset         | 16  | 4 | 7 | 5  | 42  | 37  | 0   | 155    |
| Derbyshire       | 16  | 1 | 8 | 7  | 31  | 43  | 0   | 116    |

Sieg: 14 Punkte; Remis: 4 Punkte

## Statistiken

### Runs
Die meisten Runs der Saison in beiden Division wurden von den folgenden Spielern erzielt:
| Spieler         | Mannschaft     | Spiele | Innings | Runs  | Average | HS   | 100s | 50s |
| --------------- | -------------- | ------ | ------- | ----- | ------- | ---- | ---- | --- |
| Ed Joyce        | Middlesex      | 16     | 29      | 1.668 | 61,77   | 192  | 3    | 13  |
| Owais Shah      | Middlesex      | 16     | 30      | 1.650 | 63,46   | 173* | 7    | 7   |
| Mark Ramprakash | Surrey         | 14     | 23      | 1.568 | 74,66   | 252  | 6    | 5   |
| Robert Key      | Kent           | 15     | 27      | 1.556 | 59,84   | 189  | 4    | 8   |
| Ben Smith       | Worcestershire | 16     | 27      | 1.477 | 61,54   | 172  | 6    | 4   |

### Wickets
Die meisten Wickets der Saison in beiden Division wurden von den folgenden Spielern erzielt:
| Spieler        | Mannschaft | Balls | Wickets | Average | BBI  | 5W |
| -------------- | ---------- | ----- | ------- | ------- | ---- | -- |
| Mushtaq Ahmed  | Sussex     | 3.605 | 80      | 26,73   | 6/44 | 4  |
| Deon Kruis     | Yorkshire  | 3.507 | 64      | 30,64   | 5/79 | 4  |
| James Anderson | Lancashire | 3.076 | 60      | 30,21   | 5/79 | 1  |
| James Kirtley  | Sussex     | 2.989 | 59      | 24,61   | 6/80 | 2  |
| Min Patel      | Kent       | 3.592 | 59      | 27,55   | 6/53 | 3  |